# 劉震武
劉震武（1951年10月25日—），中華民國空軍二級上將（退役），籍貫湖南省永興縣，畢業於空軍官校63年班，曾任國防部副部長、空軍司令、副參謀總長、參謀本部人事參謀助理次長、空軍499聯隊長等職，獲頒各式勳章和獎章30餘座，在總統馬英九後期獲重用，在擔任空軍司令任內以勤走基層為名。

## 生平
劉震武出生於1951年10月，畢業於中華民國空軍軍官學校1974年班（55期）、三軍大學空軍指揮參謀學院1983年班、三軍大學戰爭學院正規班1991年班。曾任聯隊長、人次室助次、司令部副參謀長、參謀長、空作部指揮官、司令部副司令及國防部副參謀總長等職務。2013年1月16日，他接任空軍司令，至2015年1月30日卸任，隔日轉任國防部軍備副部長。同年10月31日，劉以二級上將軍階退役。

## 評價
據報導整理，劉震武擔任空作指部指揮官期間，劉震武長期處於戰備待命，以部隊為家。曾與他共事過的空軍官員指出，劉震武在空軍作戰體系中歷練豐富，相當重視後勤整備、機隊管理與維修，因此飛安管控做得非常好。值得一提的是，劉震武是首位待過國防部人事單位（聯一）、晉升空軍司令的將官。這項歷練，讓劉震武熟稔軍中人事法規，清楚人事單位的各項運作。在同袍的眼中，劉震武屬於忠厚老實型，扎實地從基層一步步往上爬，每到一個單位都相當努力勤奮，讓他得以擔當重任，接掌空軍司令。

## 荣誉

### 中华民国勋章奖章
劉震武曾獲頒楷模、懋績、宣威、彤弓、雄鷲、翔豹、飛虎、雲龍、鵬舉、干城、忠勤、雲麾、寶鼎等勳章和獎章30餘座。
- 光华甲种二等奖章（2015年10月30日于台北总统府颁授[6]）